# Академия короля Эдуарда VII
О других школах короля Эдуарда VII см. в разделе Школа короля Эдуарда VII (значения). О других школах имени короля Эдуарда см. Школа имени короля Эдуарда (значения)
Академия короля Эдуарда VII  - это крупная общеобразовательная средняя школа с совместным обучением для обоих полов на Гейвуд-роуд (A148), Кингс-Линн, Норфолк, Англия, в которой учатся около 1300 учеников, в том числе около 300 в форме обучения Sixth form (двухлетняя ступень среднего образования, соответствует 12-му и 13-му годам обучения в средней школе).До начала учебного года в сентябре 1979 года школа короля Эдуарда VII  была государственной гимназией для мальчиков.
Школа стала академией, спонсором которой была организация CWA Academy Trust Колледжа Западной Англии, в сентябре 2014 года. Однако после того как колледж отказался от спонсорства школы летом 2017 года, она вошла в состав Eastern Multi-academy Trust. В сентябре 2021 года школа присоединилась к Inspiration Trust.
| Информация           | Информация                                                 |
| -------------------- | ---------------------------------------------------------- |
| Тип                  | Академия                                                   |
| Девиз                | «doctrina in horas crescat» (пусть учение растёт ежечасно) |
| Местный орган власти | Норфолк                                                    |
| Траст                | Inspiration trust                                          |
| Главный              | Даррен Холлингсворт                                        |
| Персонал             | 278                                                        |
| Пол                  | Совместное обучение                                        |
| Возраст              | с 11 по 18                                                 |
| Зачисление           | 1189 учеников (2024)                                       |
| Цвета                | Темно-синий и Бордовый                                     |
| Веб-сайт             | http://www.kesacademy.co.uk/                               |

## История
История школы датируется 1510 годом, когда бывший лорд-мэр Линна Томас Торсби (который при жизни основал колледж Торсби для тринадцати приходских священников) в своем завещании предусмотрел, чтобы священник обучал шестерых детей "грамматике и пению".
В 1543 году сын Торсби, носивший то же имя, согласился предоставить корпорации четыре участка пастбищ в Гейвуде, упомянутых в завещании его отца, при условии, что она назначит в качестве школьного учителя священника соответствующей квалификации для обучения шестерых детей, которые будут ежедневно молиться за упокой души его отца. Название фонда было изменено на среднюю школу короля Эдуарда VII в 1903 году, когда она была объединена с технической школой Кингс-Линн.
Нынешнее здание академии было спроектировано Бэзилом Чэмпни и открыто в 1906 году королем Эдуардом VII. В 2007 году школу посетила королева Елизавета II в рамках празднования столетия здания. У Академии короля Эдуарда VII есть дочерняя школа в Чунцине, Китай.
1 сентября 2014 года школа стала академией, спонсируемой Фондом академии колледжа Западной Англии CWA, и сменила название на Академию короля Эдуарда VII.
В 2017 году в новой академии прошла проверка по разделу 5 от Ofsted (Британское агентство по стандартам в образовании). Было решено, что требуются улучшения, и был назначен временный исполнительный совет (ВЭС) .В 2018 году состоялась контрольная проверка. продемонстрировать необходимый прогресс не удалось, и инспекторы повторно выпустили рекомендации 2017 года .В 2019 году академия короля Эдуарда VII получила неудовлетворительный отчёт от Ofsted . После публикации отчёта в школе назначили первую женщину-директора — госпожу Сару Хартсхорн.
В 2021 году Академия короля Эдуарда VII присоединилась к фонду Inspiration Trust, который установил для нее новый рекорд Ofsted. В 2023 году Даррен Холлингсворт сменил мисс Хартшорн на посту директора.

## Описание
Это средняя школа, размер которой больше среднего, с формой образования Sixth Form [4]. В каждой возрастной группе около 180 учеников. Школа разделена на дома для занятий спортом и на следующие академические предметные отделы:
• Искусство, дизайн и фотография
• Бизнес-обучение
• Информатика
• Технологическое проектирование
• Английский язык
• Кулинарное дело
• География
• История
• Математика
• Медиаведение
• Современные иностранные языки
• Музыка
• Психология
• Физическая культура
• Религиозное образование
• Социология
• Естественные науки
Практически все государственные школы и академии следуют Национальной учебной программе, и Ofsted проводит проверки, насколько успешно они обеспечивают «широкий и сбалансированный учебный план».Рекомендуется, чтобы в Key Stage 3  входили 7, 8 и 9 классы.На этапе Key Stage 4( этап обучения в британской системе образования, обычно охватывающий возраст с 14 до 16 лет)ученики изучают предметы, которые будут проверяться на экзаменах GCSE (General Certificate of Secondary Education — Общий сертификат о среднем образовании) в возрасте 16 лет, которые включают в себя пары английского языка, математику и естественные науки, а также выбор одного гуманитарного предмета и одного современного языка — испанского или французского. Кроме того, ученики выбирают из ряда дополнительных предметов, ориентированных на их интересы и потребности.Кроме этого, школа должна предоставлять обучение по профориентации, британским ценностям и религиозному образованию.
На этапе обучения Key Stage 4 ученики сдавали 16 экзаменов GCSE, которые учитываются в рамках программы EBACC,(English Baccalaureate (Английский бакалавриат) — это показатель, используемый в Великобритании для оценки успеваемости учащихся в определённых предметах, таких как английский язык, математика, науки, языки и искусство). а также 18 экзаменов GCSE(General Certificate of Secondary Education (Общий сертификат о среднем образовании) — это квалификация, которую ученики в Великобритании обычно получают после завершения основного образования в возрасте 16 лет.) или других эквивалентных квалификаций. 44% этих учеников успешно сдали EBACC, что находится в пределах одного балла от среднего показателя по Норфолку и национального среднего.

## Академическая успеваемость
После преобразования в академию, с новым директором, школу посетили сотрудники Ofsted для первоначальной проверки по разделу 5. Они обнаружили, что в школе были давние проблемы. В марте 2017 года директор, который ранее выполнял функции исполнительного директора для поддержки другой местной средней школы, вернулся на полный рабочий день в Академию короля Эдуарда VII вместе с рядом других старших руководителей.
• Доля учащихся, имеющих право на получение стипендии для учащихся, несколько ниже среднего показателя по стране.
• Доля учащихся с особыми образовательными потребностями и/или ограниченными возможностями в целом соответствует среднему показателю по стране.
• Учащиеся часто поступают в школу с успеваемостью, которая значительно ниже ожидаемой для их возраста. Однако это не соответствует общей картине для всех групп учащихся.
Новый главный исполнительный директор помог школе перейти от CWA в EMAT. После назначения нового главного исполнительного директора в траст тот реорганизовал руководство средних школ, находящихся в его ведении.
В 2016 году школа соответствовала минимальным стандартам, установленным Министерством образования для достижений учеников 11-го класса. При этом школа не соблюдает рекомендации Министерства образования относительно того, какую информацию академии должны публиковать на своём сайте, и не выполняет требования по публикации сведений о надбавке для учеников, финансировании программы «Year 7 Catch-Up Funding( государственная инициатива, направленная на поддержку учеников 7-го класса, которые не достигли ожидаемого уровня по чтению и/или математике в конце 2-го этапа обучения (Key Stage 2))» и не обеспечивает, чтобы все политики ссылались на правильный академический траст.
Инспекторы изучили результаты учеников 11-го класса за 2016 год и сказали, что наиболее способные ученики 11-го класса показали прогресс, который в целом соответствует среднему показателю по стране. Примечательно, что их достижения по непрофильным предметам были значительно выше, чем у учеников в среднем по стране. Хотя небольшое число наиболее способных учеников из неблагополучных семей в 2016 году добилось прогресса, в целом соответствующего среднему показателю по стране, они не достигли таких высоких результатов, как их сверстники в среднем по стране. Информация школы и данные проверки показывают, что нынешние наиболее способные ученики демонстрируют более значительный прогресс, чем их менее способные сверстники .
Прогресс, достигнутый учащимися с особыми образовательными потребностями и/или ограниченными возможностями, неравномерный. Руководство признало плохую успеваемость этих учащихся в 2016 году и вскоре внедрило ряд мер для более эффективной их поддержки. Этот подход дает некоторые результаты в 11 классе, но результаты неравномерны во всех классах и предметах. Образовательные учреждения, которые находятся в невыгодном положении, в 11 классе в 2016 году не достигли прогресса, на который были способны, особенно это касается учащихся с преимущественно типичным уровнем успеваемости. Мониторинг прогресса учащихся и нацеливание дополнительного финансирования недостаточно точны для оценки его реального воздействия, особенно на этапе  Key Stage 3 (это этап, который охватывает учащихся в возрасте примерно от 11 до 14 лет, то есть годы с 7 по 9 в системе образования Великобритании).
Форма обучения Sixth form оценивается как хорошая. Предлагаемые курсы в основном — A-level (курс третьего уровня), хотя для некоторых молодых людей предусмотрены договорённости о прохождении более практико-ориентированных курсов в этой форме обучения, работающих под управлением траста .

## Выдающиеся бывшие ученики
Ассоциация выпускников, «Old Lennensians», была возобновлена в 2006 году в связи с сотой годовщиной новых зданий, пожертвованных сэром Уильямом Ланкастером.
Бывшими учениками предшествующих грамматических школ, Кинг Эдвард VII и Линнской грамматической школы, являются: капитан Джордж Ванкувер; капитан Менби, чей ракетный аппарат для спасений с корабля на берег использовался Королевской береговой охраной до недавнего времени; священник Сомерсет Уолпол (впоследствии епископ), английский крикетчик и бывший капитан команды «Мiddlesex» Петер Парфит; тренер по хоккею на траве Дэнни Керри, директор по производительности Великобритании и сборной Великобритании по хоккею на траве для мужчин и женщин на летних Олимпийских играх 2012 года.
Убийца XVIII века Юджин Арам был дежурным (учителем) в школе и был арестован там же в учительской.
Нил Шепард в настоящее время является профессором науки Фрэнка Б. Бейрда-младшего в Департаменте экономики и Департаменте статистики в Университете Гарвард.
Майкл Кейн учился в школе как эвакуированный во время Второй мировой войны. Из недавнего, синоптик Люси Верасами  была ученицей.
Бывший гонщик Formula-1 и телевизионный комментатор Мартин Брандл тоже был учеником.